# Бочка Данаїд

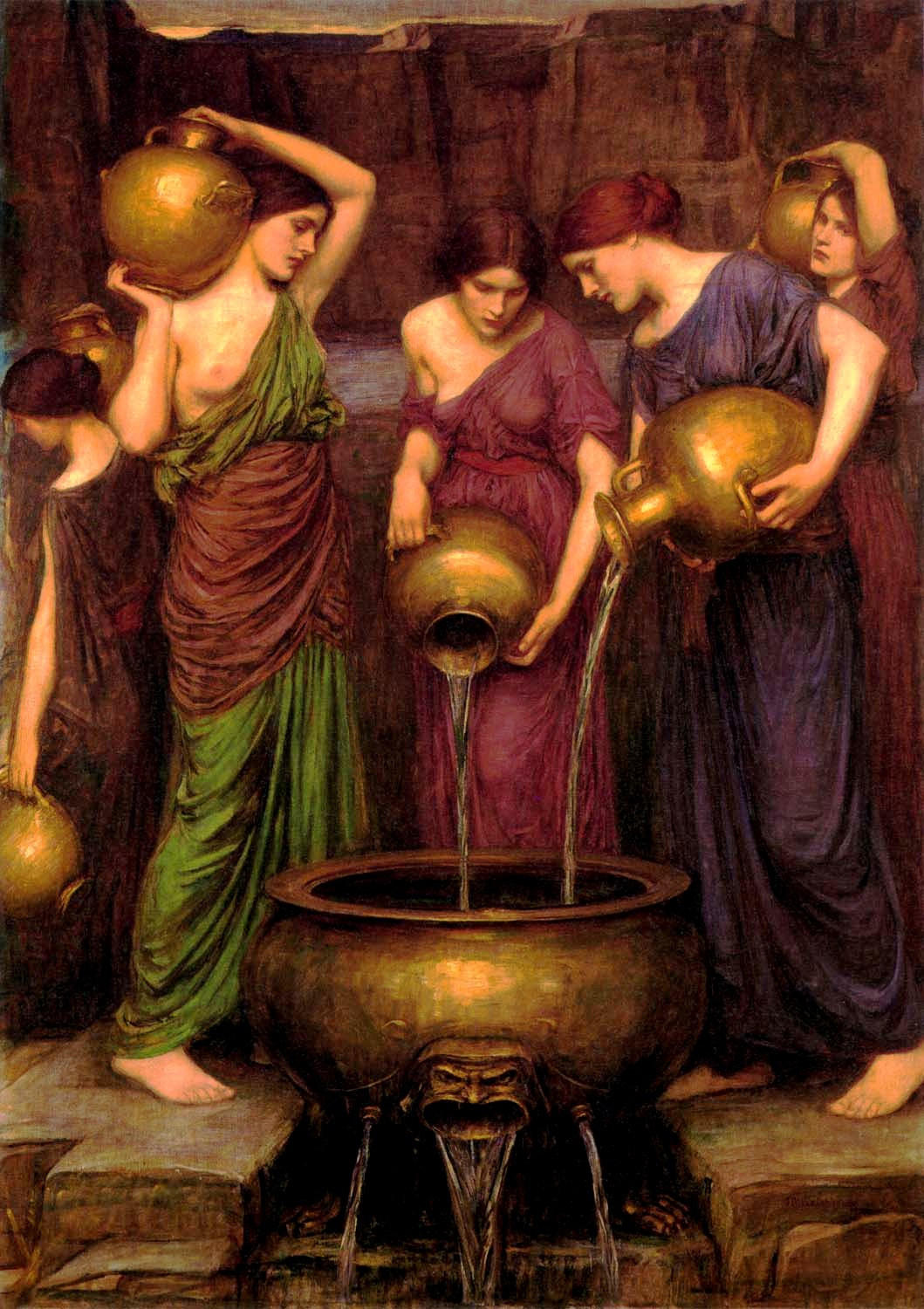
«Данаїди» Джон Вільям Вотергаус, 1903 р.

Бочка Данаїд (грец. Πίθος των Δαναΐδων) — крилатий вислів, що вживається в значенні «марна, нескінченна праця»; пов'язаний з міфом про дочок Даная — Данаїд, які були покарані за вбивство своїх чоловіків наповнюванням бездонної бочки (піфоса).